# UFC Fight Night: Błachowicz vs. Jacaré
UFC Fight Night: Błachowicz vs. Jacaré (conosciuto anche come UFC Fight Night 164 oppure UFC on ESPN+ 22) è stato un evento di arti marziali miste tenuto dalla Ultimate Fighting Championship il 16 novembre 2019 al Ginásio do Ibirapuera di San Paolo del Brasile

## Risultati
|                          | Divisione               |                          |                 |                        | Metodo                                      | Round           | Tempo           | Premio          |
| Card Principale          | Card Principale         | Card Principale          | Card Principale | Card Principale        | Card Principale                             | Card Principale | Card Principale | Card Principale |
| ------------------------ | ----------------------- | ------------------------ | --------------- | ---------------------- | ------------------------------------------- | --------------- | --------------- | --------------- |
|                          | Pesi mediomassimi       | Jan Błachowicz           | batte           | Ronaldo Souza          | Decisione non unanime (48–47, 47–48, 48–47) | 5               | 5:00            |                 |
|                          | Pesi mediomassimi       | Maurício Rua             | vs.             | Paul Craig             | Parità (29–28, 28–29, 28–28)                | 3               | 5:00            |                 |
|                          | Pesi leggeri            | Charles Oliveira         | batte           | Jared Gordon           | KO (pugni)                                  | 1               | 1:26            | POTN            |
|                          | Pesi medi               | Andre Muniz              | batte           | Antonio Arroyo         | Decisione unanime (30–27, 30–27, 30–27)     | 3               | 5:00            |                 |
|                          | Pesi medi               | Wellington Turman        | batte           | Markus Perez           | Decisione unanime (30–27, 30–27, 30–27)     | 3               | 5:00            |                 |
| Card Preliminare (ESPN+) |                         |                          |                 |                        |                                             |                 |                 |                 |
|                          | Pesi welter             | James Krause             | batte           | Sérgio Moraes          | KO (pugni)                                  | 3               | 4:19            | POTN            |
|                          | Pesi piuma              | Ricardo Ramos            | batte           | Luiz Eduardo Garagorri | Submission (rear-naked choke)               | 1               | 3:57            | POTN            |
|                          | Pesi leggeri            | Francesco Trinaldo       | batte           | Bobby Green            | Decisione unanime (30–27, 29–28, 29–28)     | 3               | 5:00            |                 |
|                          | Pesi welter             | Randy Brown              | batte           | Warlley Alves          | Sottomissione (triangle choke)              | 2               | 1:22            | POTN            |
|                          | Pesi piuma              | Douglas Silva de Andrade | batte           | Renan Barão            | Decisione unanime (30–27, 30–27, 30–26)     | 3               | 5:00            |                 |
|                          | Catchweight (130.5 lbs) | Ariane Lipski            | batte           | Isabella de Pádua      | Decisione unanime (30–26, 30–26, 29–27)     | 3               | 5:00            |                 |
|                          | Pesi gallo femminili    | Tracy Cortez             | batte           | Vanessa Melo           | Decisione unanime (30–27, 30–27, 29–28)     | 3               | 5:00            |                 |

## Premi
I lottatori premiati ricevettero un bonus di 50.000 dollari.
Legenda:
- FOTN: Fight of the Night (vengono premiati entrambi gli atleti per il miglior incontro dell'evento)
- POTN: Performance of the Night (viene premiato il vincitore per la migliore performance dell'evento)